# 九州鉄道記念館駅
九州鉄道記念館駅（きゅうしゅうてつどうきねんかんえき）は、福岡県北九州市門司区にある平成筑豊鉄道門司港レトロ観光線（北九州銀行レトロライン）の駅。
駅名はネーミングライツ制度により、命名権を九州旅客鉄道（JR九州）が購入し、命名した。なお、計画段階での仮駅名は門司港駅であった。

## 歴史
- 2009年（平成21年）4月26日：開業。

## 駅構造

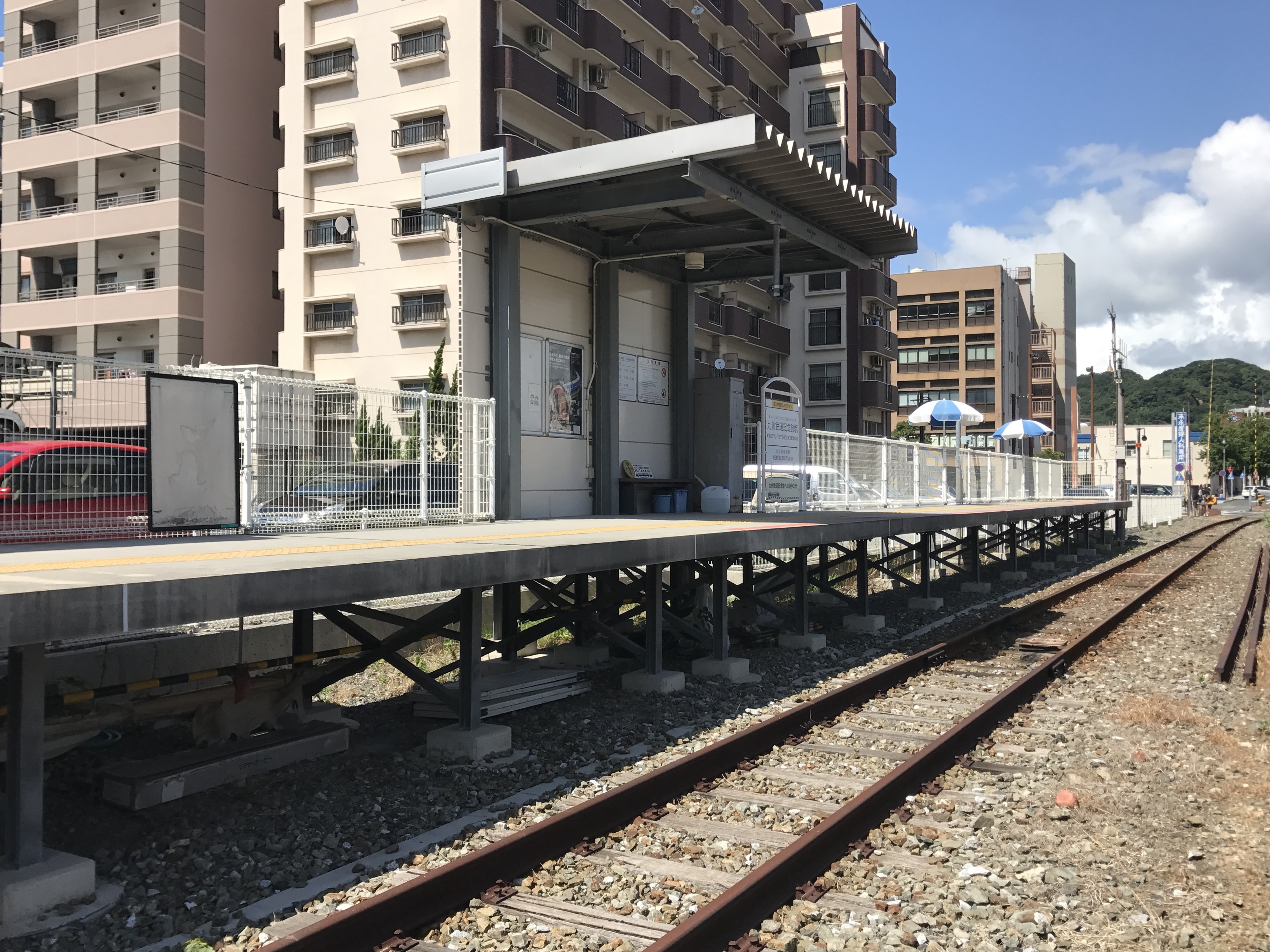
ホーム（2017年8月）

有人駅で、駅舎とプラットホーム1面1線を有する。門司港駅構内のすぐ脇（九州鉄道記念館隣）にあるが、門司港レトロ観光線整備の際にJR九州の線路とは分断されており、車止めが設置されている。

## 利用状況
各年度の1日平均乗車人員は下表のとおり。
| 年度   | 1日平均 乗車人員 |
| ------ | ---------------- |
| 2017年 | 378              |
| 2018年 | 442              |
| 2019年 | 465              |

## 駅周辺
- JR九州鹿児島本線 門司港駅 - 接続路線であるが、連絡運輸の取り扱いは行っていない。
- 九州鉄道記念館
- 旧門司三井倶楽部
- 北九州市旧大阪商船
- 旧三井物産門司支店
- プレミアホテル門司港
- 海峡ドラマシップ
- 門司港郵便局
- 関門汽船（関門連絡船）のりば
- 国道198号
- 松永文庫

## 隣の駅
平成筑豊鉄道
■門司港レトロ観光線（北九州銀行レトロライン）
九州鉄道記念館駅 - 出光美術館駅